# Піньяр
Піньяр (ісп. Píñar) — муніципалітет в Іспанії, у складі автономної спільноти Андалусія, у провінції Гранада. Населення — 1314 осіб (2010).
Муніципалітет розташований на відстані близько 330 км на південь від Мадрида, 34 км на північний схід від Гранади.
На території муніципалітету розташовані такі населені пункти: (дані про населення за 2010 рік)
- Богарре: 251 особа
- Піньяр: 1063 особи

## Демографія
Динаміка населення (INE ):

## Галерея зображень

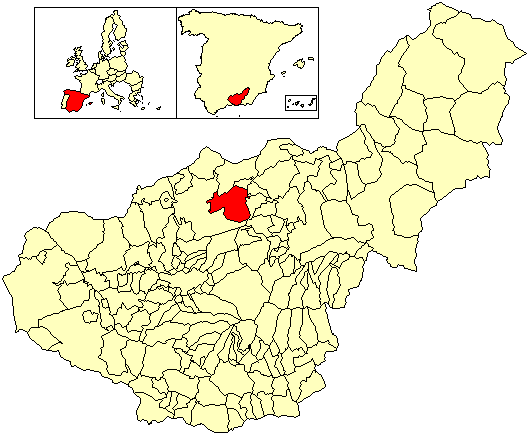
Розташування муніципалітету у провінції Гранада